# Ottilienberg (Landschaftsschutzgebiet)
Ottilienberg ist ein Landschaftsschutzgebiet (Schutzgebietsnummer 1.19.016) im Rems-Murr-Kreis.

## Lage und Beschreibung
Das Schutzgebiet entstand durch Verordnung des ehemaligen Landratsamts Waiblingen zum Schutz von Landschaftsteilen im Kreis Waiblingen vom 4. November 1968. Durch Verordnung des Landratsamts Rems-Murr-Kreis über das Landschaftsschutzgebiet Ottilienberg auf dem Gebiet der Stadt Schorndorf vom 29. Oktober 2018 wurde das Gebiet auf eine neue Rechtsgrundlage gestellt. Die Verordnung von 1968 trat dabei insoweit außer Kraft, soweit Flächen des bisherigen Landschaftsschutzgebietes Ottilienberg betroffen sind. Es umfasst den gesamten Gipfelbereich des Ottilienbergs und grenzt direkt an die bebauten Gebiete an. Im nördlichen Bereich liegen sogar mehrere bebaute Grundstücke innerhalb des Geltungsbereichs. Es gehört zum Naturraum 107-Schurwald und Welzheimer Wald innerhalb der naturräumlichen Haupteinheit 10-Schwäbisches Keuper-Lias-Land. Das Landschaftsschutzgebiet Rehfeld, Hof, Steinmäurich, Heiligenäcker und Umgebung grenzt südlich an. Auch das EU-Vogelschutzgebiet Nr. 7123-441 Streuobst- und Weinberggebiete zwischen Geradstetten, Rudersberg und Waldhausen und das FFH-Gebiet Nr. 7222-341 Schurwald grenzen an.

## Schutzzweck
Wesentlicher Schutzzweck ist es gemäß Schutzgebietsverordnung, die Vielfalt, Eigenart und Schönheit und die besondere kulturhistorische Bedeutung der Landschaft, auch wegen ihrer besonderen Bedeutung für die Erholung, sowie die Leistungs- und Funktionsfähigkeit des Naturhaushalts und die Regenerationsfähigkeit und nachhaltige Nutzungsfähigkeit der Naturgüter einschließlich der Lebensstätten und Lebensräume bestimmter wild lebender Tier- und Pflanzenarten zu erhalten, zu entwickeln und wieder herzustellen. Mit der Unterschutzstellung des Ottilienberges wird der Erhalt eines sehr bemerkenswerten Keuper-Zeugenberges mit geomorphologisch prägnantem runden Bergkegel bezweckt, der als Freiraumfläche und wichtiger Naherholungsraum in den südlichen Siedlungsrand von Schorndorf eingebunden ist. Hiermit verbunden ist die nachhaltige Sicherung der standortangepassten Nutzung der Streuobstwiesen, die neben ihrer Funktion als Lebensraum für Pflanzen und Tiere auch maßgeblich das Landschaftsbild prägen. Weiterhin wird der  Schutz des eichendominierten Feldgehölzes auf der Kieselsandsteinkuppe und weiterer landschaftsbildprägender Gehölzflächen, die als wichtige Biotopstrukturen die spezifische Eigenart, Vielfalt und Schönheit des  Gebietes charakteristisch ergänzen, bezweckt.